# Joachim Freitag
Joachim Friedrich Freitag, född 1 april 1911 i Stade, död 5 juni 1953 i Neumünster, var en tysk SS-Sturmbannführer och Regierungsrat. Han var 1940–1943 chef för Gestapo i Schneidemühl. Den 11 september 1943 efterträdde Freitag Johannes Thümmler som befälhavare för Einsatzkommando 16 inom Einsatzgruppe E, en mobil insatsgrupp som hade till uppgift att mörda judar och bekämpa partisaner i Kroatien. Freitags insatskommando opererade i området kring Knin.